# Capteur (télédétection)
Pour les articles homonymes, voir Capteur.
Un capteur, dans le domaine de la télédétection spatiale, est un instrument qui recueille de l'énergie radiative provenant de la scène visée et délivre un signal électrique correspondant et mesurable.
Par assimilation et bien qu'elle ne délivre pas de signal électrique, on considère la chambre photographique comme un capteur. Le terme « capteur » est parfois utilisé à tort pour désigner le détecteur.
Les différents types de capteurs utilisés dans le domaine de la télédétection spatiale, sont les suivants :

## Capteur actif
Un capteur actif est un capteur auquel est incorporé ou associé un émetteur qui irradie la scène dans la bande spectrale du récepteur. Le radar et le lidar (à rétrodiffusion) sont des exemples de capteurs actifs.

### Capteur de luminescence
Un capteur de luminescence est un capteur actif dans lequel la réception a lieu dans une bande spectrale distincte de celle de l'émission.

## Capteur d'orientation
Un capteur d'orientation est un appareil qui mesure des angles ou des vitesses angulaires de déplacement entre les axes d'un engin spatial et des axes de référence. Selon la nature des grandeurs mesurées, on distingue notamment : les capteurs gyroscopiques, les capteurs optiques tels que les capteurs d'horizon, les capteurs solaires, les viseurs d'étoiles. On trouve aussi « capteur d'attitude », qui n'est pas recommandé.

## Capteur en peigne
Un capteur en peigne (en) (pushbroom) est un capteur dont le détecteur est constitué par de nombreuses cellules détectrices alignées qui reçoivent simultanément l'énergie radiative en provenance de la scène. Le balayage selon une direction orthogonale à l'alignement des cellules détectrices peut être réalisé par le déplacement du vecteur ou, par exemple, dans le cas d'une plate-forme d'observation géostationnaire, être fourni par un séquenceur incorporé au capteur.

## Capteur à balayage
Un capteur à balayage (en) (whiskbroom) est un capteur dont le détecteur recueille les données ligne par ligne à l'aide d'un miroir oscillant qui balaie la scène dans un mouvement perpendiculaire à la fauchée (déplacement du vecteur).

## Capteur passif
Un capteur passif est un capteur qui reçoit une énergie émise sans que lui-même irradie la scène. Un appareil photographique sans flash est un capteur passif.

## Capteur solaire
Un capteur solaire est un dispositif qui reçoit le rayonnement solaire et en transforme l'énergie en électricité. Ce signal électrique permet de confirmer la présence ou la position du Soleil.

## Référence
Droit français : arrêtés du 25 septembre 1984, du 17 février 1986 et du 20 février 1995 relatifs à la terminologie des sciences et des techniques.